# Charles Frédéric Gerhardt
Charles Frédéric Gerhardt (Strasbourg, 21 de agosto de 1816 — 19 de agosto de 1856), foi um químico francês.
Foi professor de química em Montpellier.
Ficou conhecido por ter sintetizado o ácido acetilsalicílco, a aspirina, embora não tenha sido possível na altura utilizar este composto.
Gerhardt modificou o sistema de equivalentes químicos de Williamson, para incluir os anidridos de ácidos monobásicos. Assim, o anidrido nítrico seria explicado como uma água em que dois equivalentes de hidrogênio foram substituídos por dois grupos nitrilo (NO2). Segundo seu sistema, todas combinações químicas podem ser organizadas a partir da substituição de equivalentes de hidrogênio na água, cloreto de hidrogênio e amônia.